# Stegodibelodon
Stegodibelodon — вимерлий рід слонових з міоцену й пліоцену Чаду й Ефіопії.